# Cicely Saunders
Cicely Mary Strode Saunders (ur. 22 czerwca 1918 w Barnet, zm. 14 lipca 2005 w Londynie) – brytyjska lekarka, założycielka Hospicjum św. Krzysztofa w Londynie. Jest uważana za twórczynię nowoczesnej medycyny paliatywnej.

## Życiorys
W czasie II wojny światowej była pielęgniarką. W 1947 poznała polskiego kelnera, uciekiniera z warszawskiego getta, Dawida Taśmę, umierającego w szpitalu na raka. Rozmowy z nim miały ogromny wpływ na dalsze działania Cicely. W 1958 ukończyła studia medyczne. W 1967 założyła Hospicjum św. Krzysztofa. Wkrótce powstało przy nim również Centrum Naukowe.
Otrzymała Order Imperium Brytyjskiego (OBE, DBE).
Żona Mariana Bohusza-Szyszko, polskiego malarza ekspresjonisty, krytyka sztuki i publicysty.
Zmarła w 2005 po kilkuletnich zmaganiach z chorobą nowotworową. 

## Wybrane publikacje
- 1960 Care Of The Dying
- 1978 The Management Of Terminal Disease
- 1981 Hospice: The Living Idea
- 2003 Watch With Me